# Bühl, Baden-Württemberg
Bühl är en stad i Landkreis Rastatt i regionen Mittlerer Oberrhein i Regierungsbezirk Karlsruhe i förbundslandet Baden-Württemberg i Tyskland.
Staden ingår i kommunalförbundet Bühl tillsammans med kommunen Ottersweier.